# Deo optimo maximo
Pour les articles homonymes, voir DOM.

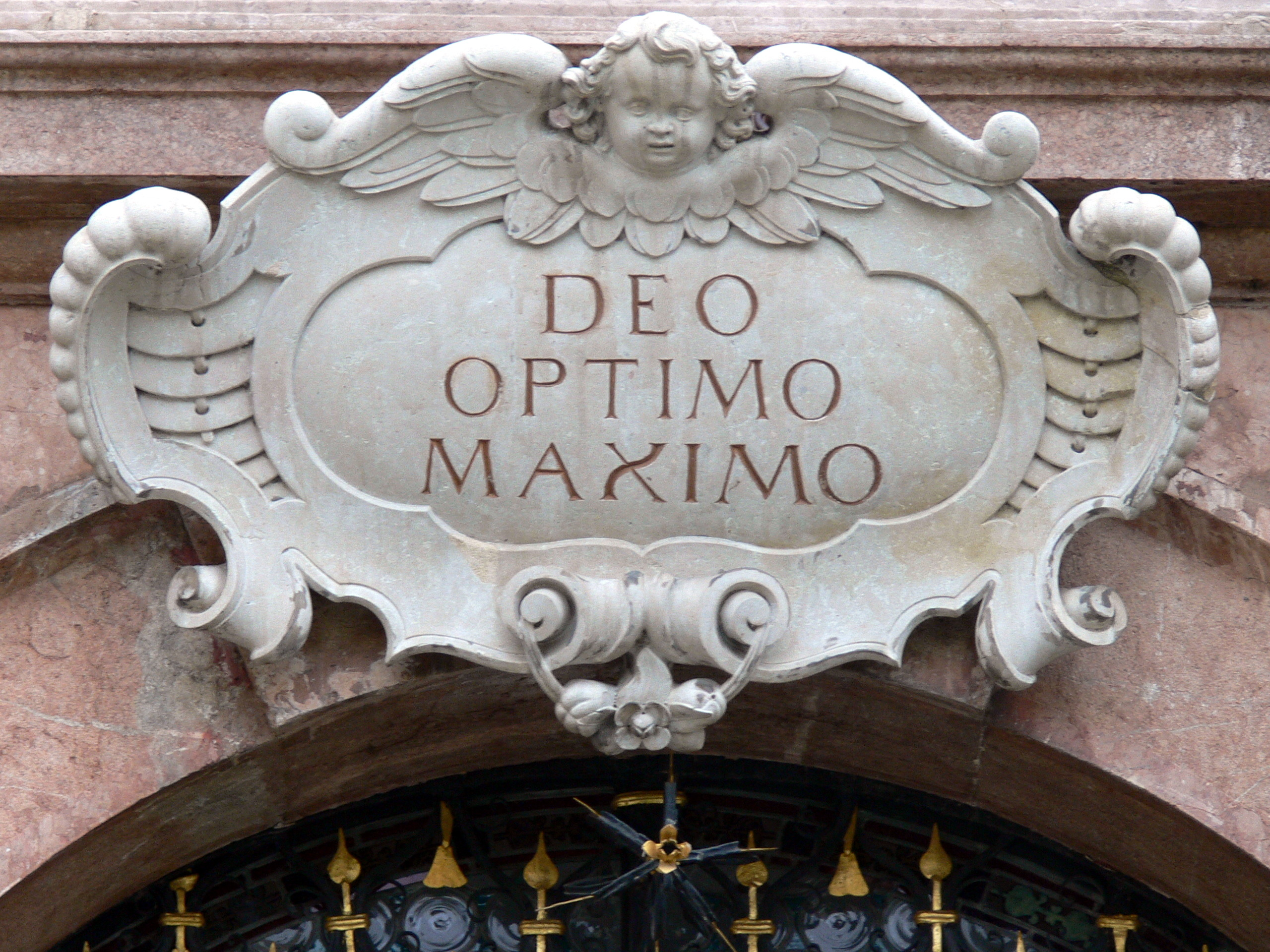
Deo optimo maximo, sur le portail d'un monastère de Schlägl, Autriche.

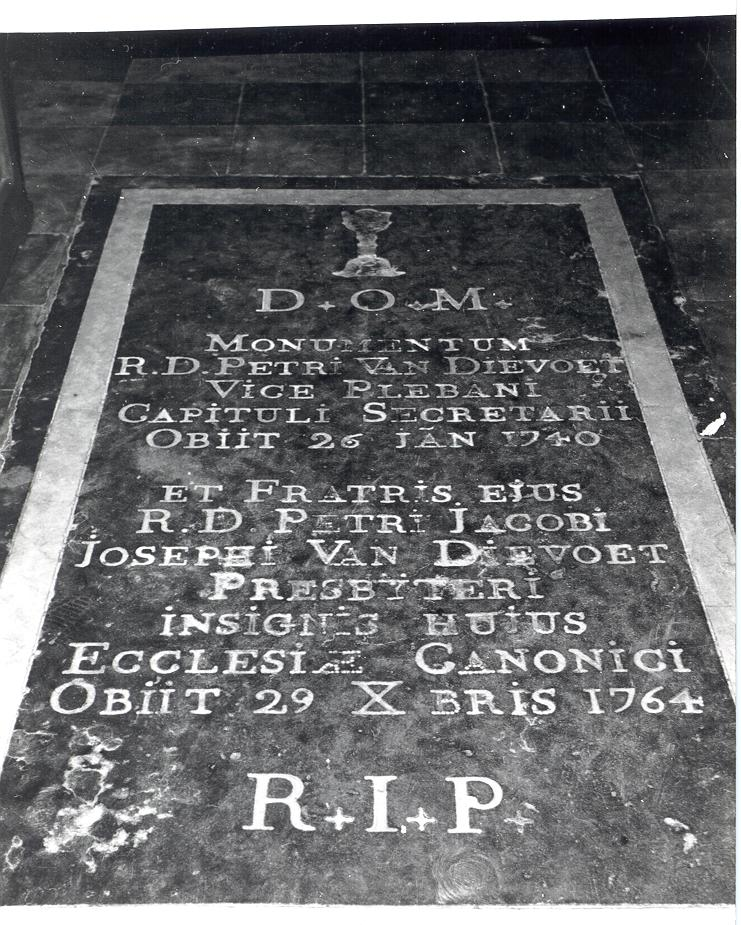
Tombe dans la Collégiale Saints-Pierre-et-Guidon d'Anderlecht de Pierre Van Dievoet (1697-1740), vice-pléban et secrétaire du chapitre d'Anderlecht, et de son frère le chanoine Pierre-Jacques-Joseph Van Dievoet (1706-1764) avec le sigle D.O.M..

Deo optimo maximo, souvent abrégé avec le sigle D.O.M., est une locution latine qui signifie « à Dieu très bon, très grand »,. On la trouve fréquemment sur les pierres tombales chrétiennes et sur la façade d'églises ou d'autres monuments religieux. On retrouve aussi cet acronyme sur les bouteilles de « Bénédictine », une liqueur produite dans la ville française de Fécamp.

## Antiquité romaine, à Jupiter
Selon Edmont Le Blant, pour les païens, les mots Deo optimo maximo, parfois employés seuls, comme dans l'épitaphe de Solimariaca, semblent être l'équivalent de la formule courante I.O.M. (Iovi Optimo Maximo), et désigner particulièrement Jupiter . Il s'appuie pour cela sur Cicéron décrivant Jupiter dans le De natura deorum II, xxv :
"nos ancêtres le [Jupiter] disaient très bon, très grand, et très bon, c'est-à-dire très bienfaisant, vient avant très grand parce qu'il y a plus de grandeur à être utile à tous qu'à disposer d'un immense pouvoir ou que du moins l'on mérite, ce faisant, plus d'amour;",

## Symbolique déiste et chrétienne, à Dieu

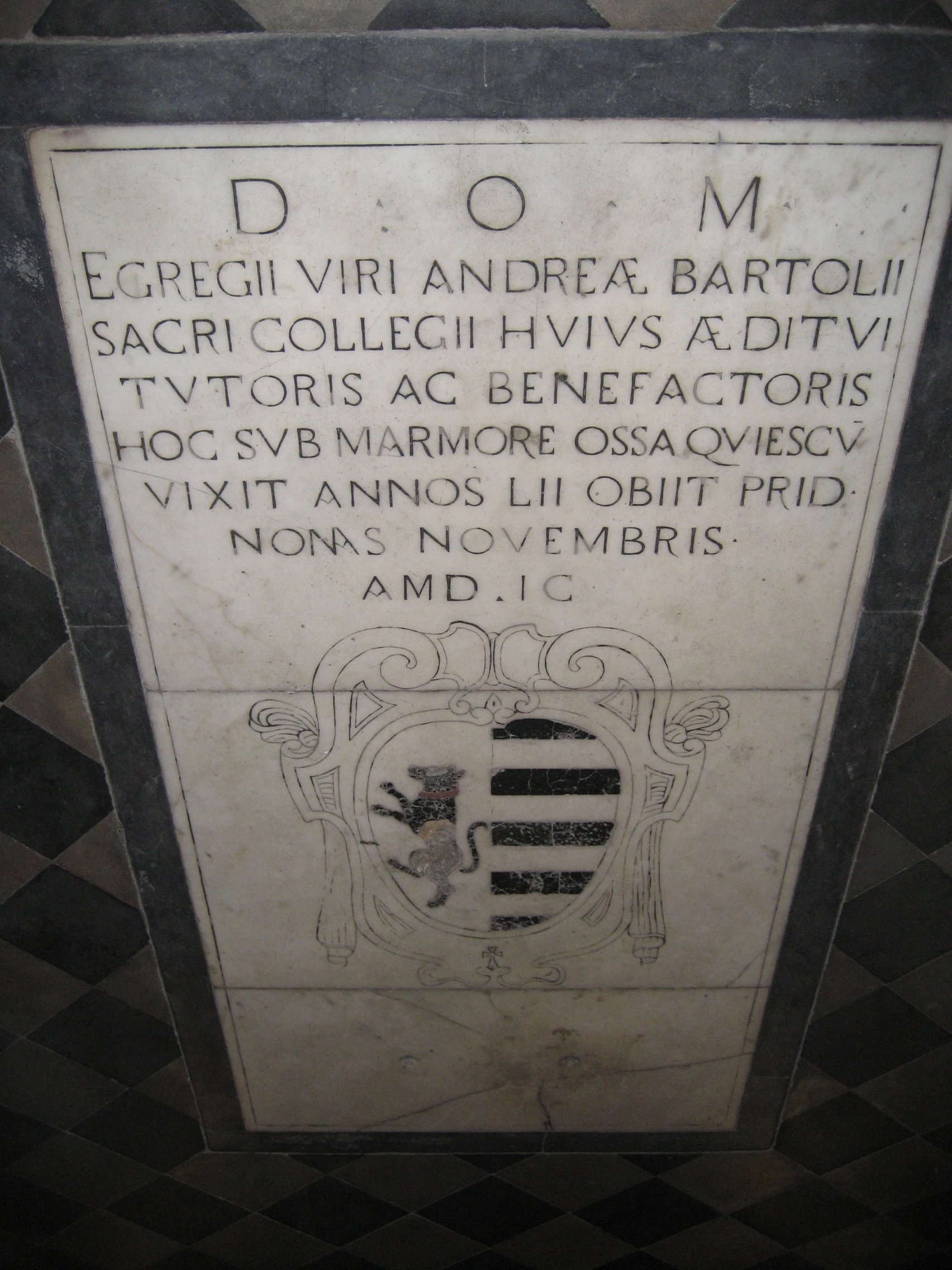
Pierre tombale datant de 1599 (Italie) avec le sigle D.O.M.

La locution exprimant un Dieu parfait est adéquate avec une pensée déiste selon Charles de Rémusat . L’avènement du christianisme modifia profondément les inscriptions funéraires. En effet, en épigraphie, le sigle D. M. Diis Manibus, habituel sur les tombes romaines fut remplacé par le sigle D. O. M. L'extrait ci-dessous d'un évêque chrétien présente l'articulation déiste et chrétienne de la même formule :  
"Vous avez lu quelquefois sur le frontispice de certains édifices religieux cette inscription si noble dans sa simplicité : « Au Dieu très-bon, au Dieu très-grand » : Deo optimo, maximo. S'il était permis de toucher à ces paroles vénérables de l'antiquité chrétienne, et si une autre main que celle qui a étendu les cieux pouvait rien imprimer sur leur bel azur, de cette seule inscription j'en ferais deux. A la gloire du Dieu créateur, j'écrirais sur le front des astres : Au Dieu très-grand; à la louange du Dieu sauveur, je graverais sur le front des temples chrétiens : Au Dieu très-bon." L'évêque de Poitier Louis-Édouard Pie le 20 mai 1863 

## Dom, apocope deDominus
Dom peut être lu aussi comme l'apocope de Dominus, seigneur, tissant ainsi un symbolisme à double niveau.